# Radiospitzen
Radiospitzen ist eine Kabarett- und Comedysendung im Rahmen des Kulturprogramms des Bayerischen Rundfunks. Sie wird  freitags von 14.05–15.00 Uhr und als Wiederholung samstags ab 20.05 Uhr im Radioprogramm Bayern 2 ausgestrahlt.

Die Sendung wird durch die Zentralredaktion des Bayerischen Rundfunks produziert.

## Konzept
Im Mittelpunkt der Sendung stehen Neuigkeiten aus der deutschsprachigen und insbesondere bayerischen Szene der Kabarettisten, Kleinkünstler, Liedermacher, Musiker und Comedians.
Neben einem regelmäßigen, durch bekannte Kabarettisten gestalteten, satirischen Monatsrückblick bietet sie unter anderem Mitschnitte von Kabarettprogrammen, wichtigen Preisverleihungen, sowie Lesungen und Konzerten. Weiterhin liefert das Format Künstlerporträts, Nachrichten aus der Liedermacherszene und Berichte bzw. Mitschnitte von Premieren.
In Verbindung mit der Sendung findet seit Jahren eine eigene Gastspielreihe statt, in der an unterschiedlichen bayerischen Bühnen Newcomer und Kabarett-Stars im Rahmen von Aufnahmen auftreten.

## Podcast und Internet
Die Sendung steht auch als Podcast zum Abruf oder zum abonnieren via iTunes bereit.